# David Littleproud

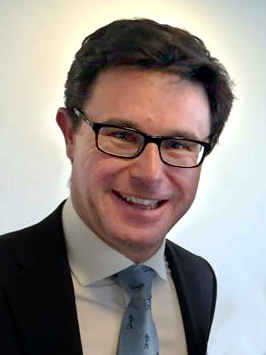
David Littleproud, 2018

David Kelly Littleproud (* 4. September 1976 in Chinchilla, Queensland) ist ein australischer Politiker. Seit 2022 ist er Vorsitzender der National Party of Australia.

## Leben
Littleproud ist Mitglied der National Party of Australia und war vor seinem Gang in die Politik als Unternehmer im Landwirtschaftsbereich tätig. Im Zuge der Parlamentswahl in Australien 2016 wurde Littleproud in das australische Repräsentantenhaus für den Wahlkreis Maranoa im Süden Queenslands gewählt.
Im Dezember 2017 wurde er in das Kabinett von Premierminister Malcolm Turnbull berufen und Minister für Landwirtschaft und Wasserressourcen. In diesem Amt blieb Littleproud bis Mai 2019 als sein Ressort aufgeteilt wurde, blieb er Minister für Wasserressourcen, Trockenheit, ländliche Finanzen, Naturkatastrophen und Notfallmanagement. Im Februar 2020 wurde sein Ressort erneut umbenannt. Seither amtiert Littleproud als Minister für Landwirtschaft, Trockenheit und Notfallmanagement.